# Регенштайн (замок, Саксония-Анхальт)
Регенштайн (нем. Burg Regenstein) — руины замка в скалистых предгорьях северного Гарца, недалеко от Бланкенбурга в земле Саксония-Анхальт, Германия. От мощного средневекового комплекса в настоящее время остались только развалины. 

## История

### Замок графов фон Регенштайн
В 1162 году Конрад, сын графа Поппо I фон Бланкенбурга, был впервые упомянут как граф фон Регенштайн. Замок стал широко известен благодаря графу Альбрехту II фон Регенштайну (1310-1349), у которого в 1330-х годах часто возникали конфликты с правителями близлежащих городов, епископом Хальберштадта и аббатством Кведлинбург. Эти истории оказались романтизированы в балладе «Der Raubgraf» Готфрида Августа Бюргера (положенной на музыку Иоганна Филиппа Кирнбергера) и в поэме «Der Raubgraf» Юлиуса Вольфа.
В XV веке семья графов фон Регенштайн сделала своей официальной резиденцией замок Бланкенбург. Вскоре крепость Регенштайн стал приходить в упадок. Дополнительной проблемой оказалось то, что в 1599 году со смертью графа Иоганна Эрнста фон Регенштайн род владельцев пресёкся.
После нескольких смен собственников в 1643 году замок Регенштайн, который иногда именовался Райнштейн, стал феодом эрцгерцога Леопольда Вильгельма Австрийского. Тот в свою очередь передал крепость в управление епископу Хальберштадта графу Вильгельму фон Таттенбаху из Нижней Баварии. С тех пор этот дворянский род стал именоваться «Графы фон Райнштейн-Таттенбах». В 1671 году граф Иоганн Эразмус фон Рейнштейн-Таттенбах был обезглавлен в Австрии как участник Заговора Зринских — Франкопана. В итоге владение конфисковал курфюрст Фридрих Вильгельм фон Бранденбург.

### Прусская крепость

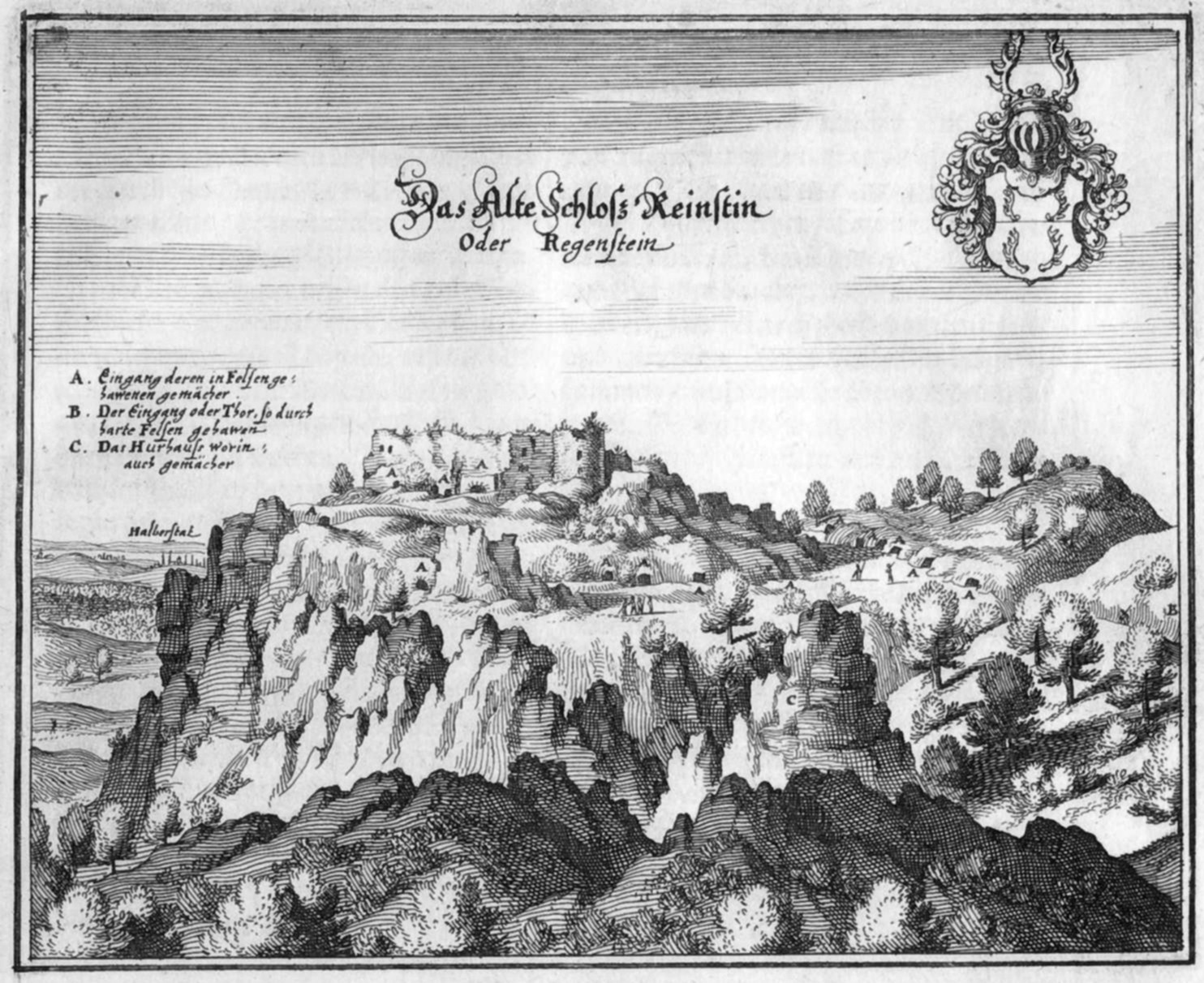
Рисунок замка Регенштайн, сделанный в 1654 году

В 1671 начались расширение комплекса укреплений и серьёзная перестройка крепости. Этим занимались военные инженеры из Пруссии, которые учитывали самые современные знания о фортификации. Оригинальный замок занимал при этом лишь небольшую часть площади, на которой расположилась новая крепость. В 1677 году здесь разместился прусский гарнизон. 
В 1736 году молния ударила в пороховую башню. Взрыв и последующий пожар серьёзно повредили укрепления. В ходе новой реконструкции к 1742 году длина окружающей стены была увеличена до 1200 метров. Позднее здания были частично перестроены французами, которые захватили крепость в ходе Семилетней войны осенью 1757 года. Пять месяцев спустя, в феврале 1758 года, прусские войска вернули себе Регенштайн. Однако, не имея ресурсов для восстановления крепости и нужного количества солдат для гарнизона, командование пруссаков приняло решение окончательно разрушить систему укреплений. В результате был взорван склад пороха. 
С той поры крепость не восстанавливалась. От прежней твердыни сохранились только казематы и часть сооружений, выбитых в скалах. В более позднее время были частично восстановлены входные ворота. 
После 1758 года пастбища и леса вокруг Регенштайна перешли под управление прусской администрации в Вестерхаузене. 
После короткого периода, когда округ был включён в состав Вестфальского королевства (1807-1813), Регенштайн в период с 1815 по 1945 вернулся в состав району Хальберштадт и формально считался самым маленьким анклавом прусских владений.
Иоганн Вольфганг фон Гёте вместе с художником Георгом Мельхиором Краусом посетили Регенштайна 11 сентября 1784 года во время своей третьей поездки в Гарц. Они занимались здесь в том числе геологических исследованиями. Сохранилось два рисунка и образцы горной породы в коллекции камней Гетешеина.

## Описание замка
Руины замка находятся в природном парке Гарц (земля Саксония-Анхальт) менее чем в 3 км к северу от Бланкенбурга и примерно в 3,5 км к юго-востоку от Хаймбурга. Крепость была построена на скалах Регенштайн на высоте 293,9 метров над уровнем моря. Постройки находятся в той части предгорий Гарца, где горы резко поднимаются вверх. 
Характерной особенностью крепости можно считать многочисленные помещения, высеченные непосредственно в скалах. В том числе и конюшни. 

## Колодец
Колодец замка при глубине более 197 метров считается одним из самых глубоких себе подобных. Он пробит в 1671 году. 
«Вода, которую хвалят как очень прохладную, чистую и вкусную, поднималась с помощью колеса, которое крутили три человека... Потребовалось почти четверть часа, чтобы намотать прочную верёвку с ведром. К сожалению, разрушение также повлияло на колодец. А поскольку посетители горы с удовольствием бросали в шахту песок и камни, её глубина быстро уменьшалась […]».

Карл Бюргер: Регенштейн недалеко от Бланкенбурга в Гарце. Его история и описание его руин. 1905 год, стр. 56.
Колодец был полностью уничтожен в 1885 году.

## Галерея

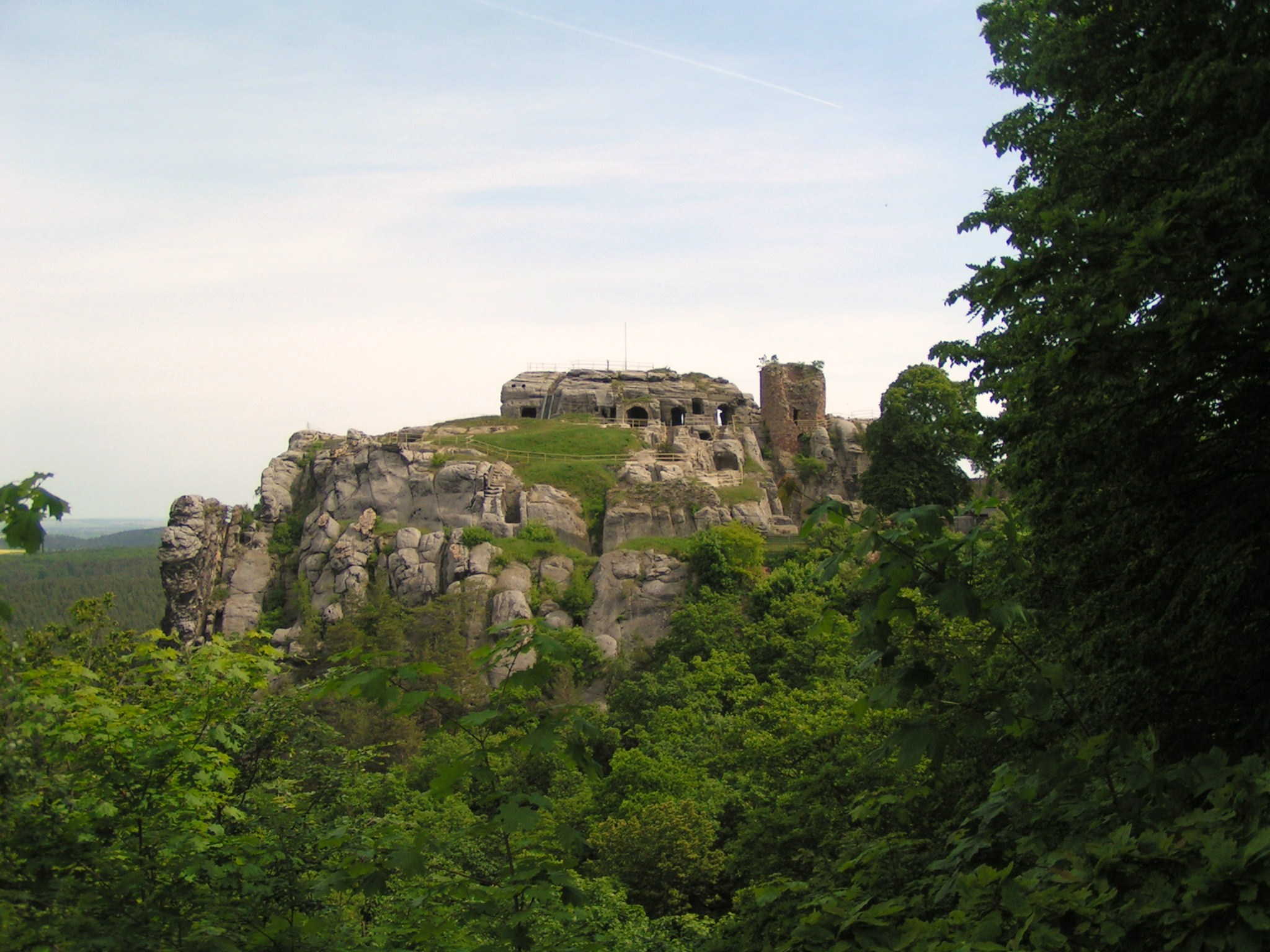
Вид руин с соседней горы
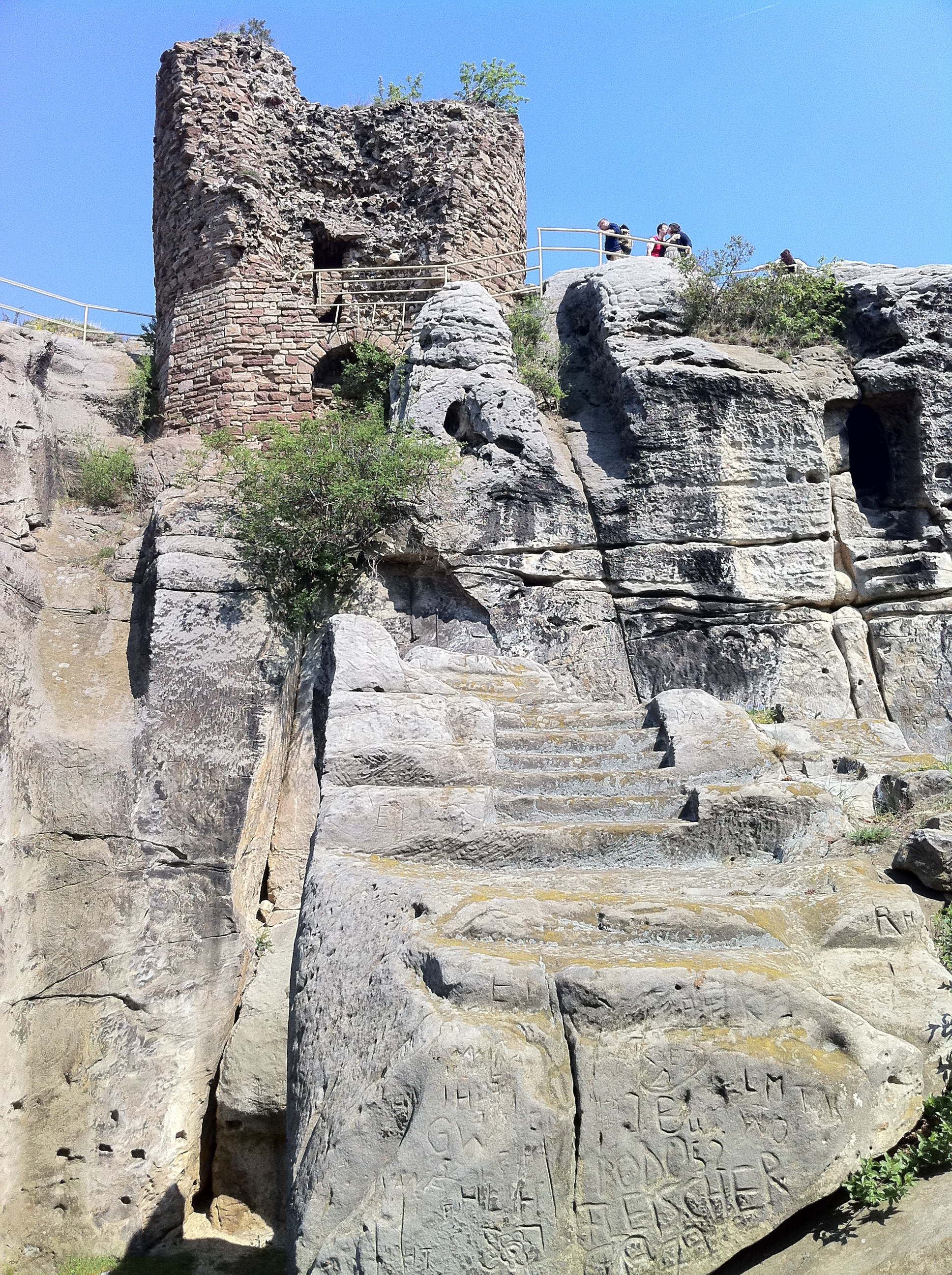
Руины башни
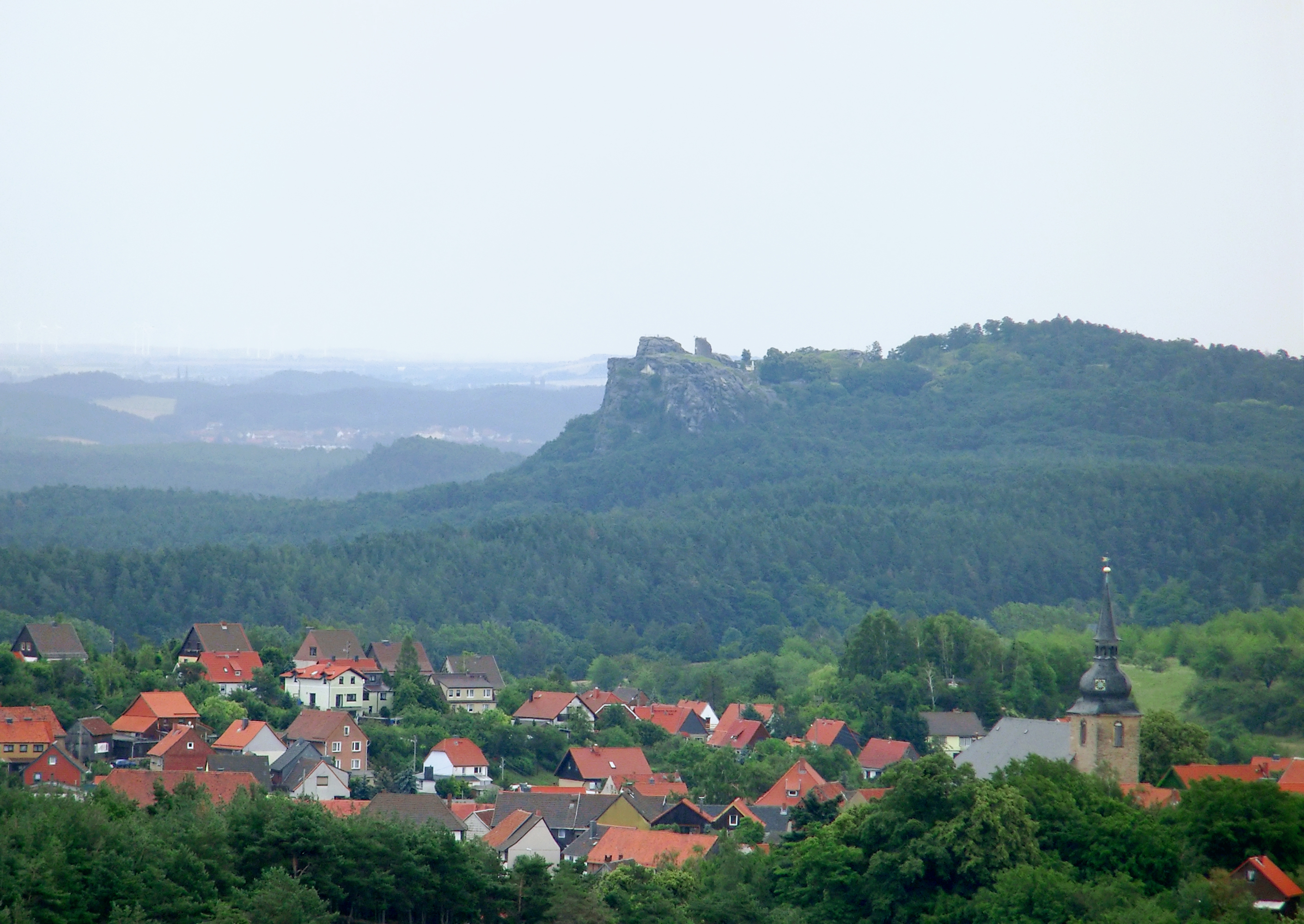
Вид руин со стороны Хаймберга
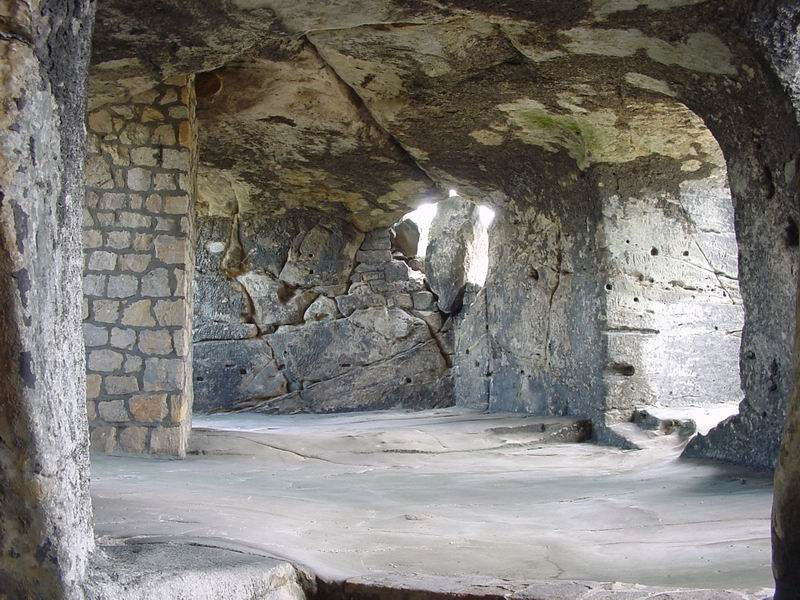
Помещения, высеченные в скале